# Damas de Branco

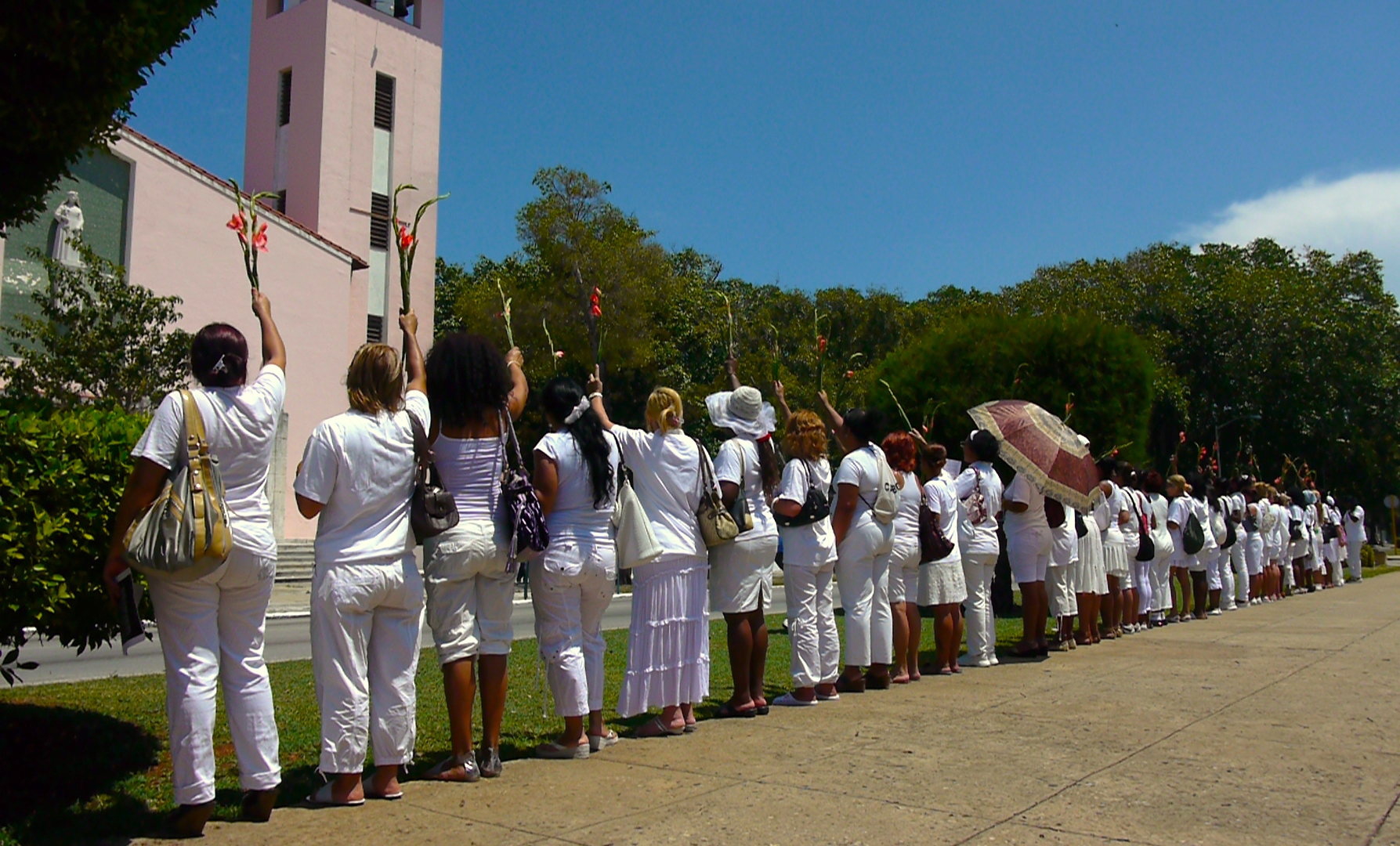
Manifestação das Damas de Branco em Havana em abril de 2012

Damas de Branco (em castelhano:  Damas de Blanco) é um grupo de mães e esposas de presos políticos do regime socialista cubano. É composto por familiares e esposas de cidadãos presos por serem opositores ao regime político da ilha e lutarem pela liberdade. O movimento surgiu em 2003, após a chamada Primavera Negra de Cuba e possui como tradição a vestimenta branca (referência/reverência, aos Fantasmas dos mortos) utilizada nos protestos, em memória aos mortos do regime. Foi fundada pela dissidente Laura Pollán.
O grupo recebeu o Prémio Sakharov para a Liberdade de Pensamento em 2005, todavia não pôde recebê-lo, pois foi impedido de realizar a viagem. Em 2006, ganharam o prêmio Human Rights First.
Em 2010, o grupo realizou várias manifestações em Cuba, sendo observado de perto por diplomatas estrangeiros.